# 瑞典火柴公司
瑞典火柴（Swedish Match AB）是瑞典的一家公司，生產香煙、雪茄、打火機、火柴、鼻烟等，主要售往北歐和美國。其總部曾位於火柴宮。

## 歷史
其前身是1915年成立的Svenska Tobaksmonopolet（瑞典國營公司，生產香煙，1984年改名Procordia）和1917年成立的Svenska Tändsticks Aktiebolaget（STAB，創始人為“火柴大王”伊瓦·克鲁格，生產火柴）。
STAB在1918年于斯德哥爾摩證券交易所上市，之後併購了許多國營公司，一度成為世界最大的火柴生產商，1930年佔據世界火柴市場份額的60%，有33個國家的火柴只由該公司售賣。但在20世紀中期隨著火柴市場的衰落而走上下坡路。它在1980年改名瑞士火柴，1988年被斯道拉恩索收購，兩年後被賣給Nederlight，1992年被Procordia收購。

## 外部連接
- 官方网站
- Swedish Match Industries （页面存档备份，存于）